# 429

429(사백이십구)는 428보다 크고 430보다 작은 자연수다.

## 수학
- 합성수로, 그 약수는 1, 3, 11, 13, 33, 39, 143, 429다. 진약수의 합은 243이므로, 429는 부족수다.
- 49번째 쐐기수다. 앞의 쐐기수는 426, 다음 쐐기수는 430이다.
  - 12번째 홀수 쐐기수다. 앞의 홀수 쐐기수는 399, 다음은 435다.
- 7번째 카탈랑 수다. 앞의 카탈랑 수는 132, 다음은 1430이다.
- {\displaystyle 10^{6}-1}은 429로 나누어떨어진다.

## 과학·기술
- NGC 429(영어판): 고래자리 방향에 있는 렌즈형은하.
- 케플러-429(영어판): 거문고자리 방향에 있는 B형 준왜성.

## 교통

### 철도
- 수도권 전철 4호선 신용산역의 역번호.

### 도로
- 고속도로 및 국도
  - 유럽 고속도로 429호선: 벨기에 투르네에서 할러까지 이어지는 유럽 고속도로.
  - 일본 429번 국도(일본어판): 오카야마현 구라시키시에서 교토부 후쿠치야마시까지 이어지는 일본의 국도.
- 기타 도로
  - 현도 제429호선

## 군사
- U-429(영어판): 제2차 세계 대전에 사용된 나치 독일의 군용 잠수함.

## 문화유산
- 대한민국의 보물 제429호: 경산 불굴사 삼층석탑
- 대한민국의 사적 제429호: 김해 구지봉

## 기타
- 날짜: 4월 29일
- 연도: 429년, 기원전 429년
- 일본어 단어 ‘시부키(しぶき)’, ‘시즈쿠(しずく)’의 숫자 고로아와세.